# Megaselia bisinuata
Megaselia bisinuata är en tvåvingeart som beskrevs av Borgmeier 1962. Megaselia bisinuata ingår i släktet Megaselia och familjen puckelflugor. Inga underarter finns listade i Catalogue of Life.